# Aleksandar Đorđević
Pour les articles homonymes, voir Đorđević.
Aleksandar Đorđević dit Sacha Đorđević (en alphabet cyrillique serbe : Александар “Саша” Ђорђевић; Aleksandar “Saša” Đorđević), né le 26 août 1967 à Belgrade (Yougoslavie), est un joueur puis entraîneur serbe de basket-ball. Comme joueur, il évolue au poste de meneur. Il est le meneur de l'équipe de Yougoslavie dans les années 1990 composée de joueurs tels Vlade Divac, Predrag Danilović et Žarko Paspalj.
À partir de 1992 et l'éclatement de la Yougoslavie, les Croates Toni Kukoč et Dino Radja, le Slovène Jurij Zdovc jouent dans leurs équipes nationales respectives. Đorđević a gagné le championnat d’Europe 1991 sous les couleurs de la Yougoslavie avec ces trois joueurs.

## Biographie
Le père de Đorđević est entraîneur de basket-ball.
En 1992, il marque le panier de la victoire à 3 points à 4 secondes de la fin avec son club du Partizan Belgrade (alors en Yougoslavie) en finale de l'Euroligue contre Badalone.
En 1995, Đorđević marque 41 des 96 points de son équipe avec un très bon pourcentage (2/3 à 2 points, 9/12 à 3 points, 10/12 aux lancers-francs et 3 passes), en finale du championnat d'Europe avec la Yougoslavie contre la Lituanie d’Arvydas Sabonis.
En décembre 2013, il est nommé entraîneur de l'équipe nationale en remplacement de Dušan Ivković.
En juin 2015, Đorđević est nommé entraîneur du Panathinaïkós. En avril 2016, le Panathinaïkos est éliminé de l'Euroligue 2015-2016 au niveau des quarts-de-finale (3 manches à une) et Đorđević est démis de ses fonctions.
Đorđević devient ensuite entraîneur du Bayern Munich à l'été 2016. Après l'élimination du Bayern de l'EuroCoupe 2017-2018, Đorđević est licencié en mars 2018 et remplacé à titre intérimaire par son adjoint Emir Mutapčić.
En mars 2019, Đorđević est nommé entraîneur de la Virtus Bologna en remplacement de Stefano Sacripanti (en).
Il démissionne de son poste d'entraîneur de l'équipe de Serbie à la suite de la Coupe du monde 2019. Il explique que son choix était fait avant même le début de la compétition et son départ aurait quand même eu lieu si l'équipe avait fait mieux que sa cinquième place. Đorđević est remplacé en novembre 2019 à la tête de l'équipe de Serbie par Igor Kokoškov.
Đorđević remporte le championnat d'Italie en juin 2021. Quelques jours plus tard, la Virtus Bologne annonce qu'il n'est pas reconduit au poste d'entraîneur et est remplacé par Sergio Scariolo.
Il rejoint peu après le Fenerbahçe, club stambouliote qui participe à l'Euroligue, avec un contrat de trois saisons. Đorđević remporte le championnat avec le Fenerbahçe mais quitte le club en juin 2022. Il est remplacé par Dimítris Itoúdis.

## Carrière de joueur

### Europe
- 1983-1992 :  Partizan Belgrade
- 1992-1994 :  Phillips Milan
- 1994-1996 :  Teamsystem Bologne
- 1997-1999 :  FC Barcelone
- 1999-2002 :  Real Madrid
- 2003-2005 :  Scavolini Pesaro
- 2005 :  Armani Jeans Milan

### NBA
- 1996 :  Trail Blazers de Portland

## Carrière d’entraîneur
- 2005-2007 :  Armani Jeans Milan
- 2011-2012 :  Benetton Trévise
- depuis 2013 :  Serbie
- 2015-2016 :  Panathinaïkós
- 2016-2018 :  Bayern Munich
- 2019-2021 :  Virtus Bologne
- 2021-2022 :  Fenerbahçe

## Palmarès

### Club
en tant que joueur
- Coupe des clubs champions 1992
- Finaliste de la Coupe des clubs champions 1997
- Coupe Korać 1989, 1993, 1999
- Champion de Yougoslavie 1987, 1991, 1992
- Coupe de Yougoslavie 1989, 1992
- Champion d’Espagne 1997, 1999, 2000

en tant qu'entraîneur
- Vainqueur de la coupe de Grèce 2016
- Vainqueur de la coupe d'Allemagne 2018
- Vainqueur de la Ligue des champions 2018-2019
- Champion d'Italie en 2021
- Champion de Turquie en 2022

### Équipe nationale
- Jeux olympiques d'été
  -  Médaille d'argent aux Jeux olympiques d'été de 1996 à Atlanta
- Championnat du monde
  -  médaille d'or au championnat du monde 1998
- Championnat d’Europe
  -  Médaille d'or du Championnat d'Europe 1991
  -  Médaille d'or du Championnat d'Europe 1995
  -  Médaille d'or du Championnat d'Europe 1997
  -  Médaille de bronze du Championnat d'Europe 1987
  -  Médaille de bronze du Championnat d'Europe 1999

En tant que sélectionneur de l'équipe de Serbie :
- Médaille d'argent aux Jeux olympiques de 2016.
- Médaille d'argent à la Coupe du monde 2014.